# Stefan Bächler

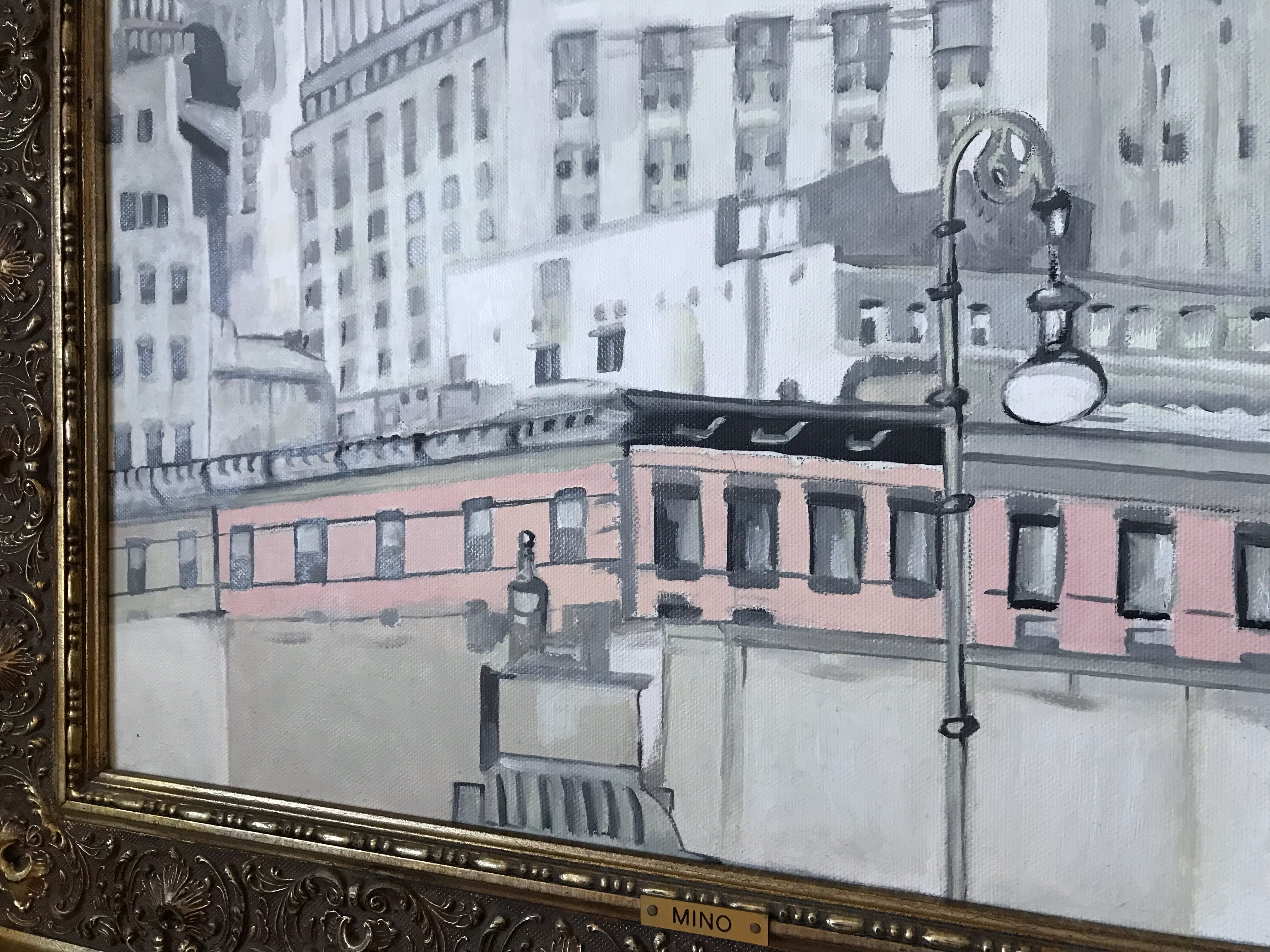

Stefan Bächler (Künstlername MINO) (* 1967 in Luzern) ist ein Schweizer Künstler.

## Leben
Er verbrachte seine Jugend in Meggen am Vierwaldstättersee und wohnt heute in Zürich. Er studierte an der Schule für Gestaltung in Zürich und ist seit vielen Jahren Autor und Illustrator für Kinderbücher. Sein erstes Buch als Illustrator erschien im Jahre 2000 mit dem Titel «Lea und die verschwundene Perlenkette». Danach folgten zahlreiche weitere Publikationen, von denen insbesondere die Projekte mit regionalem Bezug, wie «Der Dampferschnaagi vom Rigiberg» und «Moorli», grossen Anklang fanden.